# Ommatius uncatus
Ommatius uncatus là một loài ruồi trong họ Asilidae. Ommatius uncatus được Scarbrough miêu tả năm 1993. Loài này phân bố ở vùng Tân nhiệt đới.